# Karczmarska Góra
Karczmarska Góra (słow. Krčmarska hora) – szczyt na Pogórzu Popradzkim. Ma wysokość – według różnych źródeł – 608 m lub 605 m. Znajduje się w miejscowości Piwniczna-Zdrój i należy do Gór Lubowelskich. Położona jest w grzbiecie odchodzącym od Eliaszówki poprzez Świni Groń na północny wschód. Przez grzbiet ten przebiega granica polsko-słowacka. Północno-wschodnie stoki Karczmarskiej Góry stromo opadają do Popradu, południowo-wschodnie do płynącego na Słowacji potoku Hranična, południowo-zachodnie do jego dopływu – potoku Pilchowczyk (Pilhovčík). Również na polską stronę spływa z Karczmarskiej Góry potok uchodzący bezpośrednio do Popradu.
Karczmarska Góra jest częściowo tylko porośnięta lasem. Od polskiej strony jej bardziej płaskie stoki zajęte są przez pola uprawne i zabudowania należącego do Piwnicznej-Zdroju osiedla Więckówka. Nie prowadzi przez nią żaden szlak turystyczny.